# Голубече
Голубе́че — село в Україні, у Крижопільській селищній громаді Тульчинського району Вінницької області, адміністративний центр Голубецького старостинського округу. До 2020 року Голубече входило до складу Крижопільського району Вінницької області та було центром Голубецької сільської ради. За даними на 2024 рік, населення села становило 1252 жителі.
У період входження до складу Речі Посполитої село Голубече було частиною Вінницького повіту Брацлавського воєводства та належало спочатку родині Святополк-Четвертинських і згодом Пулаських. Після другого поділу Речі Посполитої та анексії Поділля і Брацлавщини Російською імперією, Голубече впродовж XIX століття входило до Ольгопільського повіту Подільської губернії. В Українській РСР село входило до Крижопільського району, спочатку в складі Тульчинської округи (1923—1930) та згодом Вінницької області (з 1932 року). Під час Другої світової війни село було включено до румунської зони окупації з тимчасовою румунською цивільною управою — губернаторства Трансністрія (1941—1944).

## Географія
Станом на 2024 рік село займало площу 2,765 км² (276,5 га).
За історико-статистичним описом 1872 року, село Голубече розташовувалося поблизу лінії Києво-Одеської залізниці; на полях села був влаштований вокзал Крижопіль. Село лежало в низовині, на значному схилі, посеред відкритої та пологої місцевості, оточеної з усіх боків лісом, займаючи довгу долину, що простягалася з півночі на південь і мала схили з обох боків. Через долину протікав струмок, який у двох місцях перетинався поперечними струмками, що текли зі сходу на захід. З'єднуючись із головним струмком, ці струмки утворювали чотири невеликі ставки, затримувані греблями. На північно-східному боці села над ставком піднімалася значна височина, прорізана глибоким яром, у якому протікав струмок, що, ймовірно, започаткував цей яр своєю течією.

## Назва
За однією з версій, ще до заснування села, відкрита похила місцевість, що виділялася серед навколишньої лісової місцевості, називалася «голим убочем», тобто відкритим схилом (від слова убіч — схил гори, горба). Із часом ці два слова злилися в народному вжитку й утворили назву села Голубече. Інша версія пов'язує назву з легендою про одного з перших поселенців села, який розводив голубів.
На карті Брацлавського воєводства, створеній Гійомом Левассером де Бопланом у середині XVII століття, на місці сучасного села Голубече позначено оселю Holowbecz (також зустрічається варіант Holowbocz). На карті Антоніо Затти 1781 року позначене як Holowbacz. В історичних джерелах та літературі на позначення села також використовувалися такі форми назви, як Гулубече, Голубяче (рос. Голубечье, Голубиче), пол. Hołubecze, рум. Golubece.

## Адміністративна належність
У результаті адміністративно-територіальної реформи в Україні 2020 року село Голубече увійшло до Крижопільської селищної громади в складі Тульчинського району Вінницької області. У 2021 році в межах Крижопільської селищної громади було створено Голубецький старостинський округ із центром у селі Голубече.

### Історичні дані
- У Речі Посполитій до 1793 року Голубече входило до складу Вінницького повіту Брацлавського воєводства[19].
- У Російській імперії Голубече з 1795 року належало до Бершадського повіту Брацлавського намісництва; з 1796 року — до Ольгопільського повіту, спочатку Брацлавської і згодом Подільської губернії[20]. В Ольгопільському повіті станом на 1885 рік Голубече належало до Тернавської волості[13]; станом на 1893 рік — до Чоботарської волості[12].
- 7 (20) листопада 1917 року, відповідно до Третього Універсалу Української Центральної Ради, увійшло до складу Української Народної Республіки[21].
- В Українській СРР Голубече увійшло до Крижопільського району[22], створеного в 1923 році. Крижопільський район з 1923 до 1930 року входив до Тульчинської округи, у червні 1930 року — приєднаний до Вінницької округи, у вересні 1930 року — переведений у пряме підпорядкування Української СРР, з 1932 року — включений до складу новоствореної Вінницької області[23].
- Під час румунської окупації (1941—1944) Крижопільський район (Raionul Crijopol) було включено до Жугастрівського повіту (Județul Jugastru) губернаторства Трансністрія[16], що знаходилося під тимчасовою румунською цивільною управою.
- Станом на 1946 рік та в подальший період до 2020 року Голубече залишалося в складі Крижопільського району Вінницької області. Село було центром Голубецької сільської ради[24].

## Історія

### Пам'ятки археології
На території села Голубече виявлено два поселення черняхівської культури 3-4 століть нашої ери. Відкриті у 2003 році археологом М. В. Потупчиком, ці поселення включені до переліку пам'яток археології місцевого значення Вінницької області.

### Історичний контекст

#### Хмельниччина
Місцевість, яку тепер займає село Голубече, разом із навколишніми землями входила до складу Брацлавського воєводства. У середині XVII століття ця місцевість стала театром воєнних подій, зокрема в період Хмельниччини. У 1648 році козацькі загони під проводом Ганжі та Кривоноса пройшли з північно-східної сторони теперішнього села Голубече та розорили польські укріплення в Тульчині, Немирові, Верхівці, Олександрівці та Бершаді. У 1651 році польське військо під проводом Калиновського пройшло із західної сторони, розоривши Бар, Мурафу, Шаргород, Чернівці, Ямпіль та Стіну. В 1654 році польські загони спустошили міста та села навколо, захопивши із західної сторони Бушу, зі східної — Баланівку й Демівку, з північної — Брацлав і Тиманівку. Тиманівка знаходилася за 20 верст від Голубечого.

#### Побережжя
Село Голубече знаходилося за 40 верст від Дністра, де здавна існували містечка Рашків і Кам'янка. Найближча до них місцевість у давнину називалася Побережжям і довгий час оспорювалася турками у поляків, які й після повернення собі Поділля за Карловицьким трактатом 1699 року не змогли заволодіти Побережжям, оскільки турки претендували на свої кордони по річці Буг. У 1703 році між турками та поляками було укладено угоду про поступку полякам земель по річках Кодима і Ягорлик, втім ще тривалий час на цю прикордонну місцевість продовжувалися напади татар.

#### Історичні пам'ятки
За описом 1872 року, в околицях села Голубече були відомі такі стародавні пам'ятки:
- Посіче (Посѣче) — урочище, відоме станом на кінець XVIII століття, розташоване на відстані двох верст від села з північно-західного боку. Із часом урочище покрилося лісом, станом на 1872 рік тут починався церковний ліс, що переходив у поміщицький[30].
- Козацька криниця — колодязь, розташований у долині на межі з лісом, де знаходилося давнє урочище Посіче, на дорозі, що вела до містечка М'ястківка (нині село Городківка)[31].
- Вал (без назви) — великий вал, що проходив у лісі на відстані півтори версти від урочища Посіче та самого села. За своїм влаштуванням він не відрізнявся від типових земляних кріпосних валів. Станом на 1872 рік, він був покритий старим дубовим лісом. Збережена частина валу утворювала правильну дугу, виходячи з однієї долини та спускаючись в іншу. За народними переказами, у часи татарських нашесть цей вал був значно вищим, але згодом обвалився. У ньому, за переказами, були внутрішні ходи, де мешканці ховалися від татарських набігів; цими ходами також доставлялася їжа для схованих втікачів[32].
- Могили (без назви) — високі могили епохи Хмельниччини, численні на околицях села Голубече в напрямку до Дністра[33].
- Куницький шляшок (тракт) — дорога, що проходила на відстані півтори версти на схід від села Голубече, поблизу залізничної лінії. Назва походить від села Куниче, що знаходилося за 15 верст від села Голубече та було одним із центральних пунктів цієї місцевості на початку її заселення. Дорога з'єднувала Куниче з дністровським кордоном. Станом на 1872 рік, старий шлях до Куничого вже не використовувався; у напрямку до північного сходу він перетинався великим трактом «Шпаковим», лінією залізниці й повністю зникав, переходячи в поля, ліси та села, де вже не залишалося слідів цього шляху[28].
- Шпаків шлях (Одеський тракт) — великий тракт, що замінив Куницький шлях після втрати ним значення. Цей тракт проходив на східній і північно-східній межі полів села Голубече, відділяючи їх від земель інших сіл. Назва походить від козака Шпака, який, за переказами, першим пройшов цим шляхом разом зі своїм загоном або навіть проклав цей шлях. В описі 1872 року відзначалось, що дорога була прокладена з рідкісним знанням місцевості, обминаючи важкопрохідні місця, і з часом стала головним торговим шляхом до Одеси. Шлях був заповнений постоялими дворами, де відпочивали чумаки та подорожні, що їхали з Києва через Поділля до Одеси. Торгове значення дороги зникло з прокладенням залізниці в тому ж напрямку до Одеси[34].

### У складі Речі Посполитої

#### Заснування села. Четвертинські

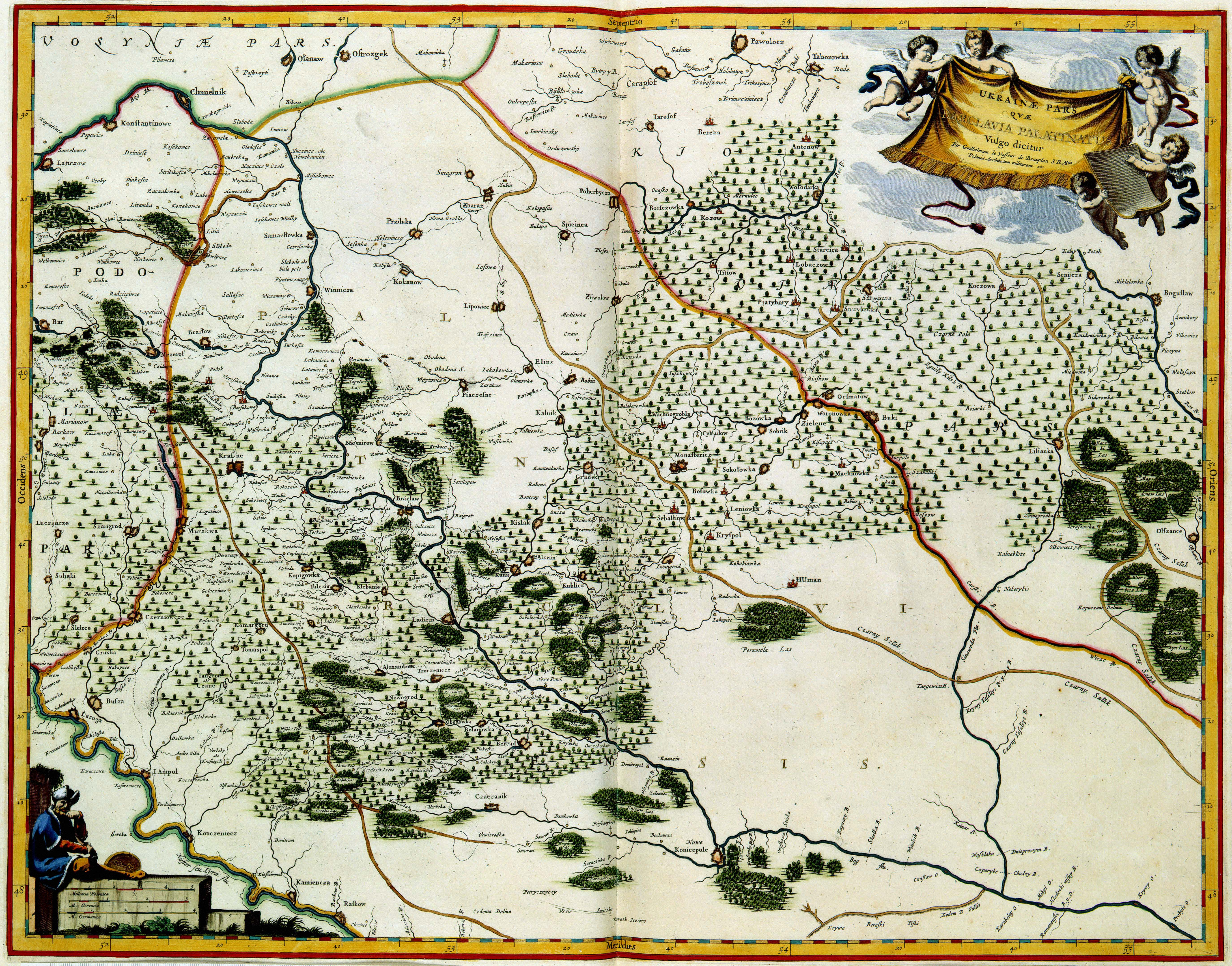
Карта Брацлавського воєводства, створена Гійомом Левассером де Бопланом у 17 столітті. На місці сучасного села Голубече позначено оселю Holowbecz (у лівій нижній частині карти).

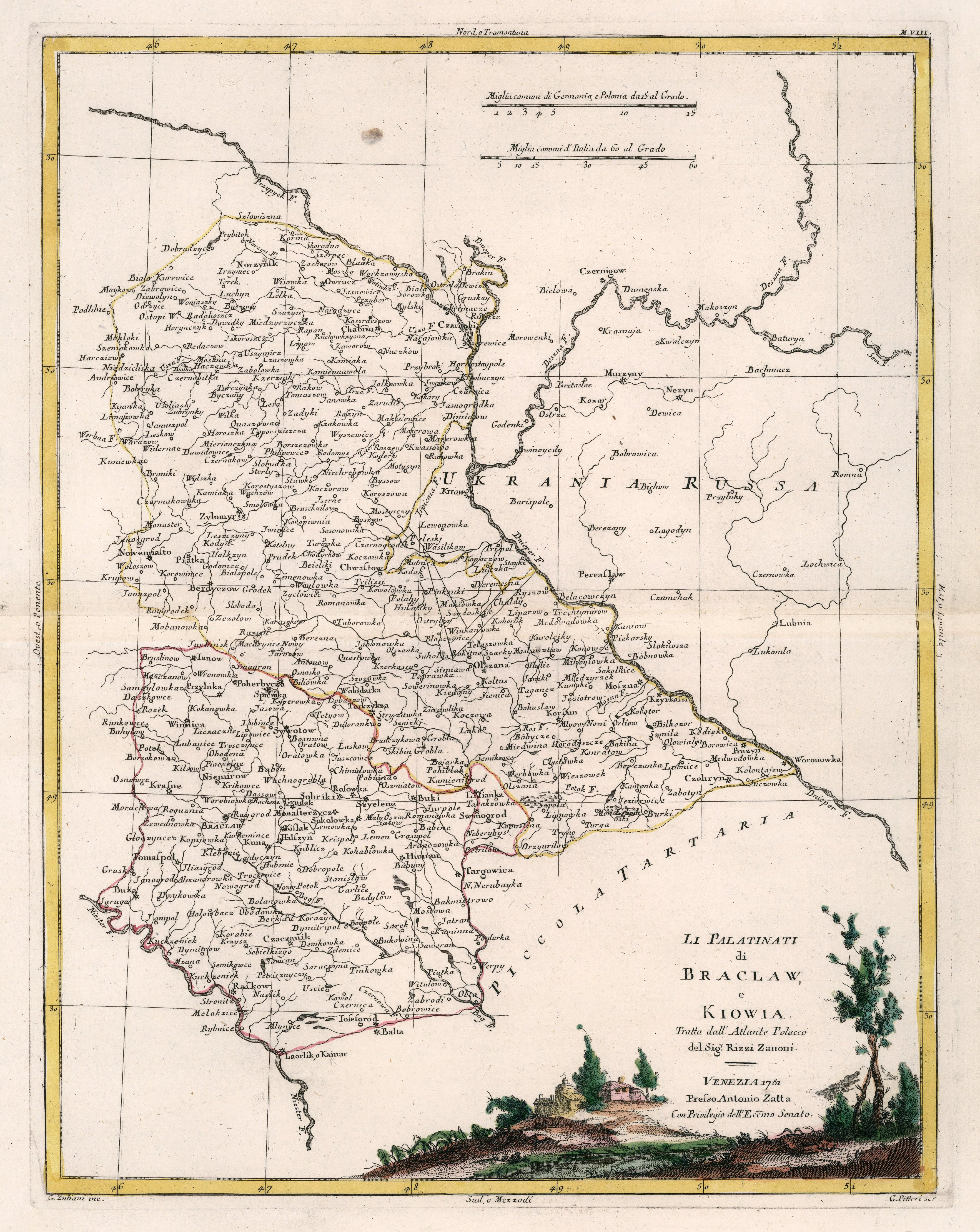
Карта Брацлавського та Київського воєводств, створена Антоніо Заттою в 1781 році. На місці сучасного села Голубече позначено поселення Holowbacz (у лівій нижній частині карти).

Час заснування села Голубече невідомий. На карті Гійома Левассера де Боплана середини XVII століття на місці села вже позначено оселю Holowbecz; також Голубече згадується (як поселення Hołubecze) у списку маєтків Станіслава Конецпольського, складеному у 1676—1679 роках. Втім, автор опису 1872 року вважав, що в період Хмельниччини село Голубече ще не існувало та було засноване на початку XVIII століття, із початком нового етапу заселення місцевості Побережжя. За його версією, перші поселенці Голубечого представляли змішану групу людей із різних регіонів, що мало підтверджуватися прізвищами жителів села, нащадків давніх поселенців, таких як Гуцули із Червоної Русі (Галичини), Поліщуки з Полісся, Сатановські, Карамани, Бессараби, Джугастранські та інші. Вони оселилися на землях, що були в спадковому володінні князів Четвертинських.
Згідно з автором опису, новим поселенцям, ймовірно, було надано заняття, яке забезпечувало їм прожиток, таке як виготовлення цегли, оскільки місцевість мала багаті поклади глини. Під час копання фундаменту для нової церкви в 1864 році на глибині 1 ½ аршина під суцільним шаром чорнозему був знайдений шар цегли неправильної форми, що мало свідчити про існування тут цегельного заводу в попередній період. Стіни такого заводу зазвичай будувалися з неперепаленої глини та обпалювалися під час обпалювання цегли. Згодом, коли виникла потреба очистити місце, ці стіни були розбиті та розкидані й із часом покрилися шаром чорнозему.
У місцевості, де знаходилося село Голубече, князям Четвертинським також належали Немирів з околицями, Тульчин, Тиманівка, Копіївка, Комаргород, Марківка, Колоденка, Антопіль, Ілляшівка, Княже, Кислицьке та інші. Голубече було одним із пізніших їхніх володінь, тому воно не згадується в княжих титулах, крім місцевого документа, виданого в 1744 році власником села на той час — Стефаном-Феліціаном Святополком-Четвертинським, праправнуком Стефана Святополка-Четвертинського. У 1744—1748 роках, під час перебування села Голубече у власності Святополк-Четвертинських, у селі було зведено першу церкву, освячену в ім'я святого Миколая. Невдовзі Святополк-Четвертинські перевідступили село разом із деякими маєтками у Волинській губернії панам Пулаським.

#### У власності Пулаських
З власників села Голубече з роду Пулаських (Пулавських) за місцевими документами відомі двоє осіб: Юзеф Пуласький та Антоній Пуласький. Юзеф Пуласький володів селом приблизно в 1764 році й мав титули надвірного писаря коронного, старости варецького, свідницького, новосельського, стромецького, вахрецького та інших. Антоній Пуласький був старостою черешинським, ротмістром народної кавалерії та згодом генералом російських військ. Володіння Антонія Пуласького селом Голубече тривало з 1790-х років до 1820-х років.
Під час володіння Пулаських селом Голубечим половину села було перенесено з одного місця на інше, що було зроблено у зв'язку з тим, що Пулаські хотіли влаштувати в селі Голубече містечко із базарною площею. Особливу увагу цій справі приділяв Антоній Пуласький. Для базарної площі було обрано місце нижче церкви, поблизу ставка, навпроти поміщицького будинку. Оскільки ця частина села вже була заселена, Пуласький вирішив перебудувати село та перенести його північну частину на південь, вниз за течією струмка; ця частина села, перенесена на нове місце, отримала назву «Новосілки». На очищеній площі було розпочато будівництво гостинного двору. Будівництво цієї будівлі й сама спроба влаштувати містечко належать до періоду XVIII століття, що передував Барській конфедерації.
У 1768 році Пулаські стали співорганізаторами Барської конфедерації. У 1769 році Юзеф Пуласький помер в ув'язненні. У 1770 році граф Рум'янцев-Задунайський повідомляв у реляції до імператриці Катерини II про напад татар на польські селища, серед яких згадував Голубече, а також сусідні Зеленянку та Тернівку. Після поразки Барської конфедерації та першого поділу Речі Посполитої село Голубече в 1774 році відвідав Антоній Пуласький. Він, зокрема, висловив письмову подяку місцевому священнику Якову Вільчинському за збереження цілісності села під час конфедерації, яке залишалося без охорони та захисту, та на знак подяки збільшив кількість церковної землі на 30 моргів. Із часом, унаслідок накопичених боргів, маєтки Пуласького, зокрема й Голубече, стали переходити під контроль орендних власників.

### У складі Російської імперії
- Станіслав Конецпольський
(XVII століття)
- Стефан-Феліціан Святополк-Четвертинський
(на 1744 рік)
- Пулаські

- Юзеф Пуласький
(приблизно 1764—1769 роки)
- Антоній Пуласький
(приблизно 1790-ті—1820-ті роки)

- Вейдліхи (частина Голубече)

- Михайло Вейдліх
- Тит Вейдліх, син Михайла Вейдліха
- Альфонс Вейдліх
- Тит Альфонсович Вейдліх
(на 1898 рік)

- Рубчинські (частина Новосілка)

- Рох Рубчинський
- Вікентій Рубчинський, брат Роха Рубчинського
- Рох і Ядвіга Вроциславовичі Рубчинські
(на 1898 рік)

До 1812 року посесором (орендарем) села Голубече був Станішевський, а в тому ж році його замінив Городецький та інші особи, що, ймовірно, було початком роздроблення села на дрібні ділянки. У травні 1812 року Пуласький відвідував Голубече та в 1818 році село все ще згадувалось як ключ у маєтках Пуласького, але посесори вже самостійно вели справи зі священниками.
У 1830-х роках село вже було власністю дрібних землевласників, які розділили його між собою за борги. Половиною села володів єврей Цикіновський, але права на цю частину мала також вдова, яка продала боргову розписку адвокату Михайлу Вейдліху. Вейдліх отримав частину села Голубече, а інша частина, Новосілка, дісталася Роху Рубчинському. Від Михайла Вейдліха Голубече перейшло до його сина, поручика Тита Вейдліха, а після його смерті — до молодшого сина, штабсротмістра Альфонса Вейдліха. Новосілка після смерті Роха Рубчинського перейшла до його брата Вікентія.
З 1860 року в селі було відкрито «школу грамоти», що розмістилася в одній половині дякової хати. У 1861 році відбувся виступ селян. У 1870 році на полях Голубечого, в 1 ½ верстах від села, було відкрито залізничну станцію Крижопіль, через яку розпочався рух поїздів на новозбудованій дільниці Жмеринка — Бірзула Києво-Балтської залізниці. Станом на 1885 рік, у селі, окрім церкви, була також школа та питний дім. В 1888 році силами громади села на вигоні, біля церкви, була побудована церковноприходська школа.
На 1898 рік власником маєтку Голубече був Тит Альфонсович Вейдліх, який жив у маєтку. У маєтку було 637 десятин 1233 сажнів землі, зокрема 17 десятин 950 сажнів садибної землі, 553 десятини 212 сажнів орної землі, 43 десятини 2265 сажнів лісу та 7 десятин 1316 сажнів вигонної землі. Власниками маєтку Новосілка були Рох і Ядвіга Вроциславовичі Рудчинські (Рубчинські), які проживали в Дурняках (нині Любомирівка). Усього землі в маєтку Новосілка було 401 десятина, з них: садибної — 20 десятин, орної — 376 десятин, вигону — 3 десятини й незручної — 2 десятини; частина маєтку знаходиться в управлінні, а частина в оренді.
Весною 1907 року місцеві жителі брали участь в аграрному заворушенні в сусідньому селі Тернівці.

### Визвольні змагання
Див. також: Крижопіль § Визвольні змагання та Бої за станцію Крижопіль (1920)
У 1919—1920 роках на території залізничної станції Крижопіль (за 2 версти від Голубечого) та на навколишніх землях відбувалися бойові дії між союзницькими військами УНР і Галицької армії та військами РСЧА і ЗСПР. У грудні 1919 — на початку 1920 року територією Голубечого проходила група військ генерала Бредова (у складі Добровольчої армії). За радянською історіографією, місцеві партизани на чолі з братами Леонтієм та Арсеном Фалаштинськими спалили дерев'яні кріплення залізничного моста, щоб відрізати шлях відступаючим частинам Бредова, за що їх було схоплено та закатовано. На честь Фалаштинських було названо центральну вулицю села Голубече та одну з вулиць у Крижополі. Під час польсько-радянської війни в червні 1920 року через Голубече проходила лінія фронту Чоботарка (нині Заболотне) — Княжопіль (нині Сонячне) — Голубече — Джугастра — річка Марківка.

### У складі СРСР

#### Перший радянський період
З 1920 року в Голубечому почали працювати дві початкові школи, які були розміщені в попівських хатах. У 1925 році в селі було створено партійну організацію. У лютому 1925 року дані Подільського губвідділу ГПУ (ДПУ) свідчили про значну нестачу насіння в селян села Голубече для майбутньої посівної кампанії. У 1928 році почала діяльність шкільна піонерська організація. У 1929 році було організовано два колгоспи: «Радянський хлібороб» та «Більшовик». У 1930 році колгоспи об'єдналися в колективне господарство «Комунар». У 1931 році було створено колгосп «Третій вирішальний».
У червні 1932 року начальник Вінницького обласного ГПУ В. Левоцький доповідав, що сільські ради розпродавали бідняцько-середняцькі господарства за невиконання завдань під час хлібозаготівель, що зокрема мало місце в селі Голубече. За спогадами жителів села, в 1932—1933 роках місцеві й районні виконавці обшукували хати, забирали зерно та харчі, змушували селян вступати до колгоспів. Деякі жителі їздили на захід України, де міняли, зокрема, хустки й рушники на картоплю. Під час організованого радянською владою Голодомору 1932—1933 років померло щонайменше 118 жителів села. З 1933 року в селі почала працювати семирічна школа.

#### Друга світова війна
Під час Другої світової війни, з 22 липня 1941 року, Голубече було окуповане румунськими військами (гірським корпусом 3-ї румунської армії) та згодом включене в губернаторство Трансністрія, що знаходилося під тимчасовою румунською цивільною управою. На території колгоспу «Комунар» у конюшні було влаштовано в'язницю для військовополонених. Під час окупації колгосп «Комунар» продовжував працювати, займаючись насіннєвим виробництвом; усе насіння вивозилося до Німеччини. За переказами, дорогою з Красносілки на Крижопіль, яка проходила полями Голубечого, фашисти впродовж двох тижнів гнали бессарабських і буковинських євреїв; виснажених людей ховали у швидкоруч викопаних могилах. 17 березня 1944 року Голубече було зайняте радянськими військами (303-ю стрілецькою дивізією 73-го стрілецького корпусу 52-ї армії 2-го Українського фронту).

#### Другий радянський період
Жителі села зазнали голоду 1946—1947 років. У 1948 році в селі було створено бібліотеку, яка спочатку знаходилась у приміщенні контори колгоспу «Комунар». У 1950 році відбулося об'єднання колгоспів «Комунар» та «Третій вирішальний» в один — «Третій вирішальний». У Голубечому знімався фільм «Доля Марини» 1953 року, прообразом головної героїні якого була ланкова колгоспу Тетяна Марцин. В 1967 році був побудований новий будинок культури, у якому було розміщено бібліотеку. У 1969 році в Голубечому було встановлено пам'ятник 226 воїнам — односельчанам, загиблим на фронтах війни.
За даними на 1972 рік, за колгоспом «Третій вирішальний» було закріплено 4642 гектари землі, зокрема 3523 гектари орної землі. Господарство спеціалізувалося на виробництві свинини, вирощувалися зернові й технічні культури, також було розвинуто шовківництво. У селі була олійня та виноробний пункт. У Голубечому працювали восьмирічна школа, будинок культури, бібліотека. Видавалася колгоспна газета «Голубецький колгоспник». В 1974 році колгосп було перейменовано в колгосп імені Т. Марцин.

## Церква

### Храм
У 1744 році розпочалося будівництво церкви, яке завершили в 1748 році. Церкву освятили в ім'я святого Миколая. Вона була збудована з дубового дерева у візантійському стилі, з трьома куполами. За описом 1789 року, церква мала три приділи, була побудована з дубового дерева, обробленого у квадратну форму, та мала три куполи. Вівтар розташовувався на схід. Будівля була оточена навісом. Куполи були покриті ґонтами, а стіни розмальовані та прикрашені трьома залізними хрестами. Церква була оточена огорожею та мала окрему дзвіницю з дубового дерева, у два поверхи, з куполом, обшиту тонкими дошками. Вона була незакінчена в покритті ґонтами та прикрашена залізним хрестом. На дзвіниці було шість дзвонів.
У 1850-х роках через псування нижніх балок церкву підняли на кам'яний фундамент та для полегшення будівлі зняли два крайні верхи над вівтарем і притвором, залишивши тільки середній купол, який переробили, покрили бляхою і пофарбували олійною фарбою. Оскільки ця церква була маломістка і з часом значно занепала, в 1865 році почалося будівництво нової дерев'яної церкви в ім'я святого Миколая Чудотворця. За даними на 1872 рік, церква була завершена як ззовні, так і зсередини, і була майже готова до освячення.

### Парафія
Голубече майже до середини XVIII століття не мало власної церкви й у парафіяльних справах залежало від парафії села Малої Кісниці (нині Кісниця), що знаходилося за сім верст. Коли населення села Голубече збільшилося настільки, що виникла потреба у своїй парафіяльній церкві, власник села Стефан-Феліціан Святополк-Четвертинський звернувся до тодішнього уніатського митрополита Атанасія Шептицького з проханням про дозвіл на будівництво церкви в селі Голубече. Митрополит Шептицький погодився на влаштування церкви за умови, що вона буде наділена землею для утримання причту.
За ерекцією, виданою князем Четвертинським в 1744 році, церква була наділена землею, яка, крім садибної, складалася з орного поля на 30 днів і сінокосу на 30 днів. До цього дару згодом Пуласький додав орної землі на 18 днів і сінокосу на 12 днів. Коли маєток Пуласького перейшов до рук інших власників, церковна земля була відмежована в інших місцях, і станом на 1872 рік церковна земля складала 59 десятин 779 сажнів.
Від свого заснування церква належала до Ямпільського деканату Брацлавського офіціальства Київської митрополичої архидіоцезії. Станом на 1789 рік існувало церковне братство, яке налічувало 25 членів і мало у своєму розпорядженні церковну пасіку на 38 пнів. Згодом братство було розділене на чоловічу та жіночу частини (братчиків та сестричок). У серпні 1793 року парафіяни Голубечого прийняли православ'я та приєдналися до російської православної церкви.
Станом 1872 рік колишнє братство було перетворено на парафіяльне опікунство. Парафіяни традиційно відвідували Київ щовесни для поклоніння мощам святих, також — монастирі Бессарабії, зокрема Жабський (Шабський) монастир на березі Дністра навпроти міста Кам'янка; був також звичай відвідувати відпусти в сусідніх селах, зокрема сусіднє село Крикливець на день Івана Предтечі. За даними на 1901 рік, до парафії належали села Новосілка та Жидівка (нині Красносілка).

### Священники
Відомі священники парафії села Голубече:
- Феодор Гаєвський (у 1744—1760 роках) — перший настоятель парафії. Висвячений у 1744 році уніатським митрополитом Атанасієм Шептицьким. Священствував у селі Голубечому 16 років, при ньому була збудована перша церква[80].
- Яків Вільчинський (у 1764—1789 роках) — наступник Федора Гаєвського, також уніат. Відомий тим, що під час заворушень у дні Барської конфедерації захищав маєток Пуласького в Голубечому від пограбувань, на подяку за що Пуласький збільшив кількість церковної землі на 30 моргів[81].
- Василь Стаматовський (у 1789 році) — тимчасовий настоятель парафії, призначений за розпорядженням ямпільського декана[82].
- Віссаріон Яворовський (у 1790-х—1820-х роках) — наступник Якова Вільчинського, також висвячений уніатським єпископом. Син священника села Пеньковки, одружився в 1789 році на дочці покійного священника Вільчинського. Висвячений, ймовірно, не пізніше 1790 року. У 1795 році приєднався до російської православної церкви. Яворовський користувався прихильністю власника Пуласького, який подарував йому став, але після його смерті цей став не увійшов до складу церковної землі й наступні власники приєднали його до своєї землі[83].
- Федір Яворовський (у 1820-тих роках) — син Віссаріона Яворовського та його наступник, випускник Подільської духовної семінарії[84].
- Петро Піснячевський (до 1838 року) — один із тимчасових настоятелів парафії в період до 1838 року, згодом священник у селі Кам'яна Криниця[85].
- Іван Яворовський (у 1838—1867 роках) — син Віссаріона та брат Федора Яворовських. Керував парафією 30 років і більшу частину свого священства перебував на посаді благочинного[84].
- Макарій Тлустовський (у 1867—1899 роках) — настоятель парафії, за якого було завершено будівництво та облаштування нової церкви[68][86].
- Євгеній Синькевич (з 1899 року) — колишній священник села Покутине Ямпільського повіту[87].

## Населення

### Чисельність
- За даними на 1885 рік, у селі Голубече був 121 двір та 986 жителів[13].
- За даними на 1893 рік, у селі Голубече був 201 двір та 990 жителів[12]. У присілку Новосілка було 120 дворів та 637 жителів[88].
- За переписом 1897 року в селі Голубече був 1121 житель[89]. У присілку Новосілка було 712 жителів[90].
- За даними на 1905 рік, у селі Голубече було 252 двори та 1200 жителів[54]. У присілку Новосілка було 157 дворів та 748 жителів[91].
- За даними на 1925 рік, у Голубечому було 429 господарств та 1497 жителів. У присілку Новосілка було 250 дворів та 934 жителів[22].
- За даними на 1972 рік, у Голубечому було 1952 жителі[62].
- За переписом 1989 року постійне населення Голубечого становило 1535 жителів. Наявне населення становило 1505 жителів[92].
- За переписом 2001 року постійне населення Голубечого становило 1434 жителі. Наявне населення становило 1429 жителів[93][94].
- За даними на 1 січня 2024 року, населення Голубечого становило 1252 жителі[1].

|         | 1885 рік | 1893 рік | 1897 рік | 1905 рік | 1925 рік | 1972 рік | 1989 рік | 2001 рік | 2024 рік |
| ------- | -------- | -------- | -------- | -------- | -------- | -------- | -------- | -------- | -------- |
| Жителів | 986      | 990      | 1121     | 1200     | 1497     | 1952     | 1535     | 1434     | 1252     |
| Дворів  | 121      | 201      | —        | 252      | 429      | —        | —        | —        | —        |

|         | 1885 рік | 1893 рік | 1897 рік | 1905 рік | 1925 рік | 1972 рік | 1989 рік | 2001 рік | 2024 рік |
| ------- | -------- | -------- | -------- | -------- | -------- | -------- | -------- | -------- | -------- |
| Жителів | —        | 637      | 712      | 748      | 934      | —        | —        | —        | —        |
| Дворів  | —        | 120      | —        | 157      | 250      | —        | —        | —        | —        |

### За статтю та віком
- За переписом 1897 року в селі Голубече серед 1121 жителя було 546 чоловіків (48,71 %) та 575 жінок (51,29 %)[89]; у присілку Новосілка — серед 712 жителів було 354 чоловіки (49,72 %) та 358 жінок (50,28 %)[90].
- За переписом 1989 року в Голубечому серед 1535 жителів постійного населення було 633 чоловіки (41,24 %) та 902 жінки (58,76 %). Серед 1505 жителів наявного населення були 631 чоловік (41,93 %) та 874 жінки (58,07 %)[92].
- За даними на 2024 рік, у Голубечому серед 1252 жителів було зареєстровано 487 чоловіків (38,90 %; з них 57 чоловіків 18—26 років та 299 чоловіків 27—59 років), 562 жінки (44,89 %), 146 дітей до 14 років (11,66 %) і 56 дітей 14—17 років (4,47 %)[1].

| Зареєстровано всього | Чоловіків | Чоловіків | Чоловіків | Чоловіків | Жінок | Жінок | Дітей до 14 років | Дітей до 14 років | Дітей 14—17 років | Дітей 14—17 років |
| Зареєстровано всього | Всього    | %         | 18—26     | 27—59     | осіб  | %     | осіб              | %                 | осіб              | %                 |
| -------------------- | --------- | --------- | --------- | --------- | ----- | ----- | ----------------- | ----------------- | ----------------- | ----------------- |
| 1252                 | 487       | 39        | 57        | 299       | 562   | 45    | 146               | 12                | 56                | 4                 |

### За мовою
- За переписом 2001 року в Голубечому серед 1434 жителів постійного населення 1415 людей (98,68 %) вказали рідною мовою українську, 17 людей (1,19 %) — російську, по 1 людині (по 0,07 %) — молдовську та білоруську[93][95].

| Мова       | Кількість | Відсоток |
| ---------- | --------- | -------- |
| українська | 1415      | 98,68 %  |
| російська  | 17        | 1,19 %   |
| білоруська | 1         | 0,07 %   |
| румунська  | 1         | 0,07 %   |
| Усього     | 1434      | 100 %    |

### За релігією
- За переписом 1897 року в селі Голубече серед 1121 жителя було 1112 православних (99,20 %)[89]; у присілку Новосілка серед 712 жителів було 706 православних (99,16 %)[90].

## Економіка
Станом на 2024 рік у селі Голубече було зареєстровано 4 сільськогосподарські підприємства (з них 2 фермерських господарства), 3 торговельні магазини та АЗС Chipo (ТОВ «Пронафтосервіс»).

## Транспорт
Село Голубече з'єднане автомобільною дорогою загального користування місцевого значення С020917 з дорогою територіального значення Т 0202 Могилів-Подільський — Ямпіль — Бершадь — Умань. Найближча залізнична станція — Крижопіль.

## Соціальна сфера

### Освіта
Станом на 2021 рік у Голубечому діяла середня загальноосвітня школа І—ІІ ступенів. У 2021 році Крижопільська селищна рада ухвалила рішення про закриття школи в Голубечому з переведенням учнів до опорної школи в Крижополі. Станом на 2024 рік у селі діяв один заклад дошкільної освіти, який відвідувало 15 дітей. Роботу закладу було відновлено в грудні 2023 року після трирічної перерви.

### Медицина
Станом на 2021 рік у Голубечому діяла амбулаторія загальної практики—сімейної медицини в складі Крижопільського центру первинної медико-санітарної допомоги.

## Культура

### Вишивка
У березні 2025 року на виставці «Вишивка Східного Поділля» в музеї Івана Гончара були представлені жіночі вишиті сорочки із села Голубече початку XX століття:

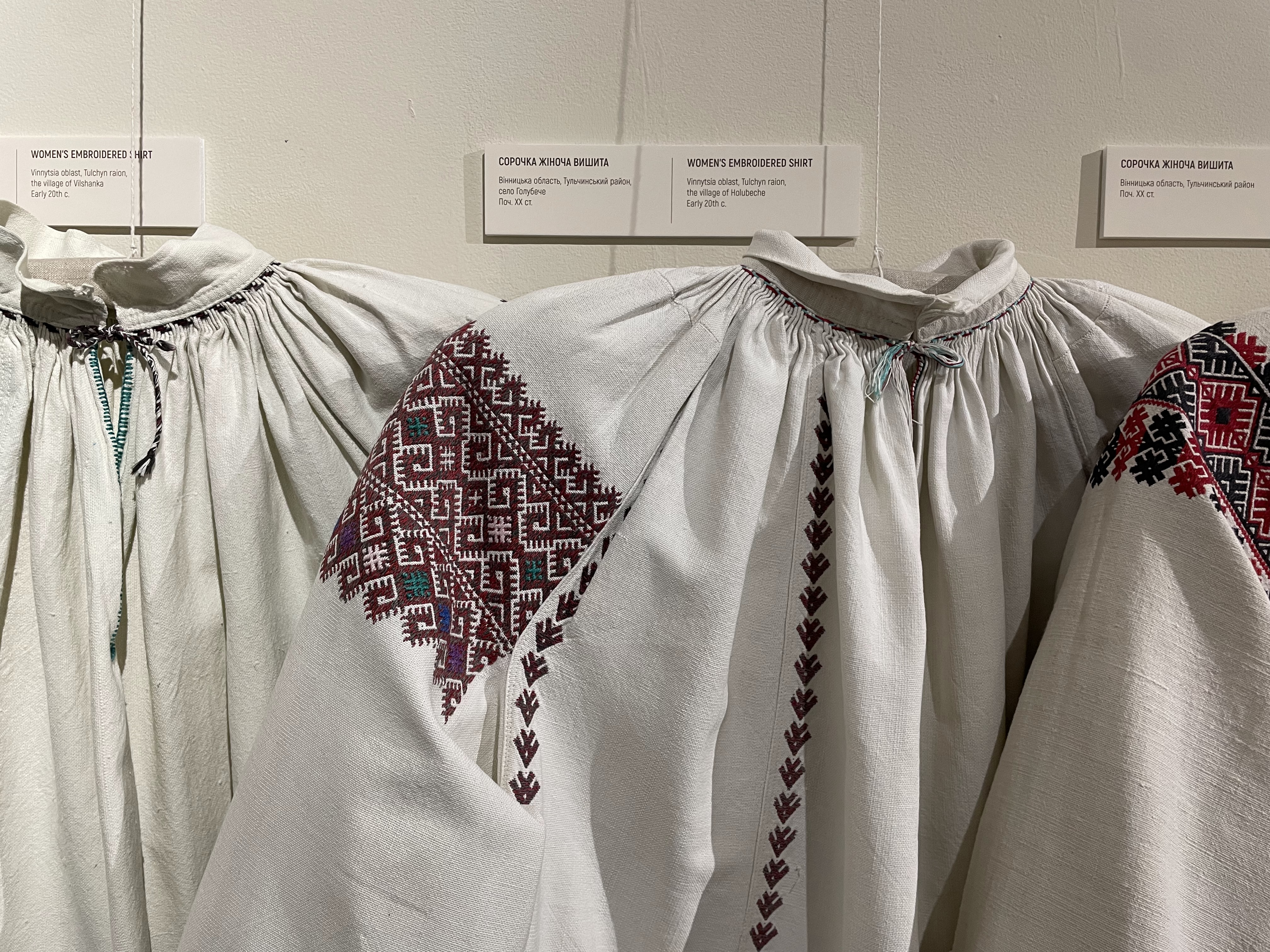
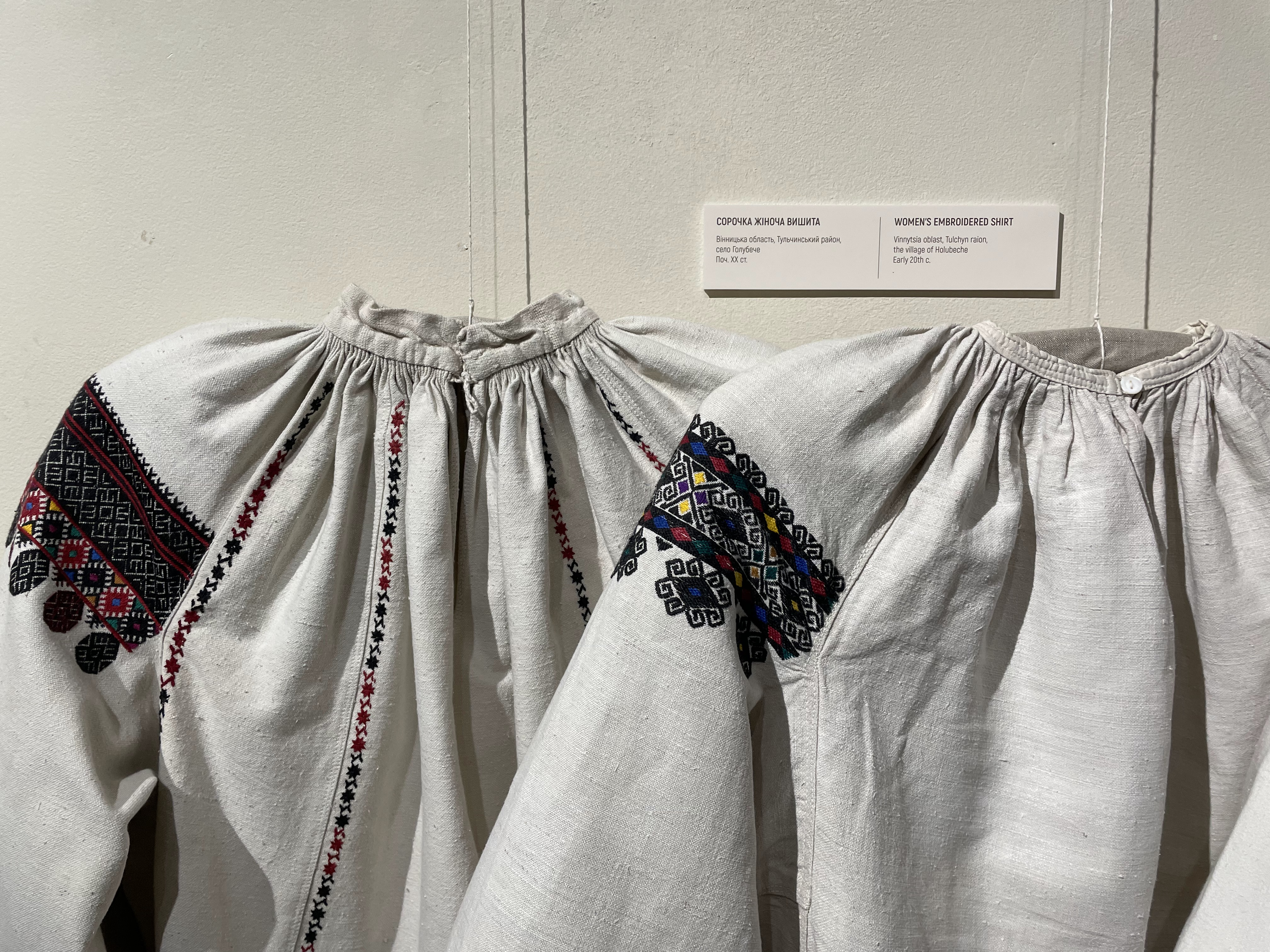
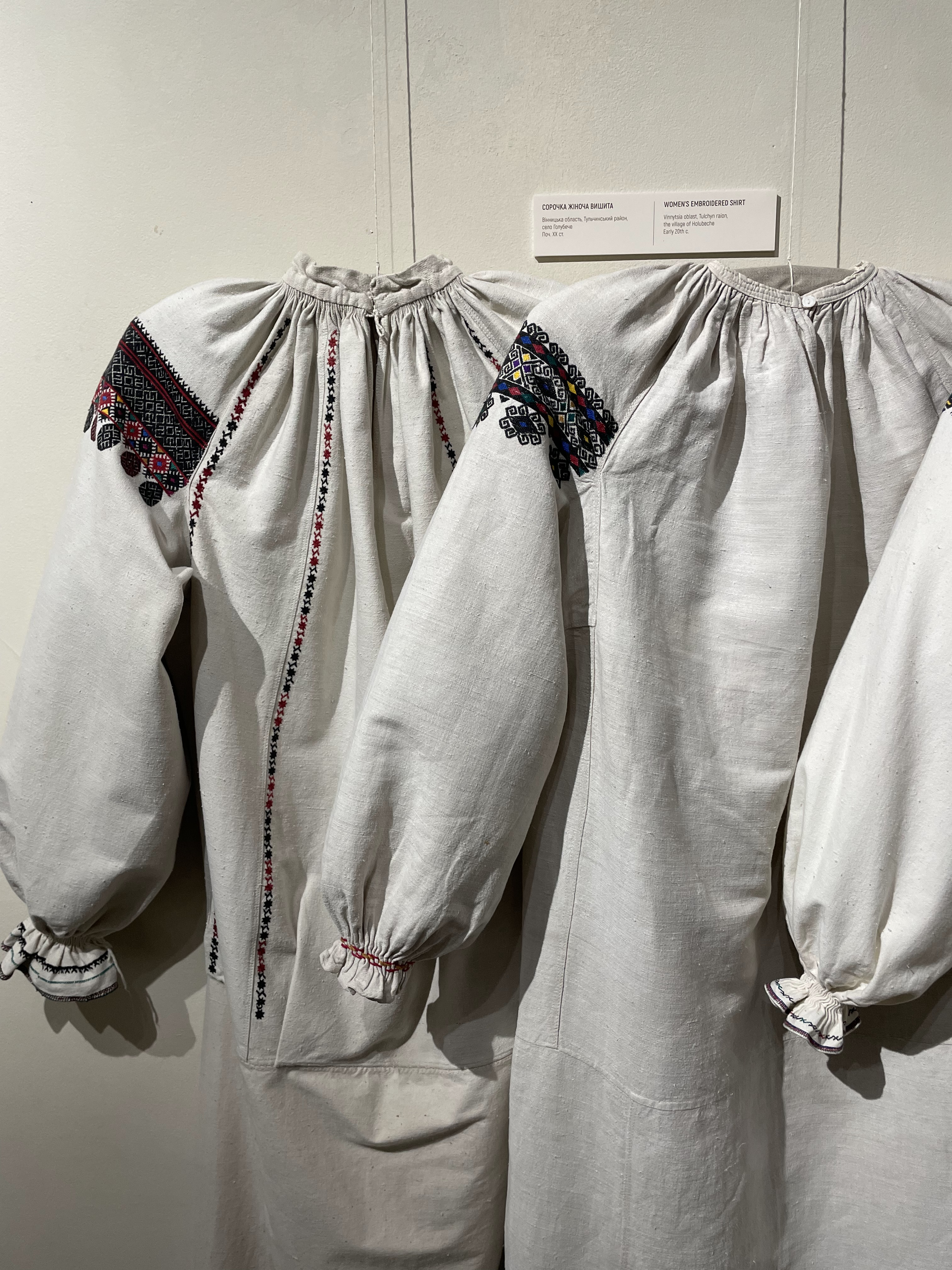

## Пам'ятки

### Пам'ятки археології
- Два поселення черняхівської культури 3—4 століть н. е. Відкриті у 2003 році М. В. Потупчиком. Пам'ятки археології місцевого значення Вінницької області[25].

### Пам'ятки історії
- Пам'ятка «Могила 2 партизан громадянської війни, і пам'ятник 226 воїнам — односельчанам, загиблим на фронтах ВВВ». Встановлено біля Будинку культури у 1967—1969 роках. Скульптори М. Футерман та В. Ковт (м. Київ). Пам'ятка історії місцевого значення[61].
- Цвинтар зі старовинними хрестами. Статусу пам'ятки станом на 2024 рік не мав[104].

## Відомі люди
- Яворовський Микола Іванович (1842—1919) — історик, дослідник Поділля, редактор журналу «Труды Подольского епархиального историко-статистического комитета». Народився в селі Голубече, син священника Івана Яворовського.
- Онищук Захар Михайлович (1916—1997) — учасник німецько-радянської війни, служив у контррозвідці; кандидат юридичних наук, доцент Харківського юридичного інституту, згодом професор Національної юридичної академії України імені Ярослава Мудрого. Народився в селі Голубече.
- Фасоля Анатолій Миколайович (1954—2019) — педагог і науковець, кандидат педагогічних наук, автор концепції особистісно зорієнтованого навчання української літератури в середній школі. Народився в селі Голубече.

### Герої Соціалістичної Праці
- Марцин Тетяна Пилипівна (1899—1974) — ланкова колгоспу «Третій вирішальний» села Голубече, двічі Герой Соціалістичної Праці (1948, 1958). Родом із села Жабокрич.
- Голотюк Карпо Петрович (1901—1978) — голова колгоспу «Третій вирішальний» села Голубече, Герой Соціалістичної Праці (1958). Народився в селі Голубече.
- Діброва Микита Якович (1909—2005) — голова колгоспу в селі Красносілка, Герой Соціалістичної Праці (1958). Народився в селі Голубече.
- Мотель Фросина Денисівна (1912—1994) — ланкова колгоспу «Третій вирішальний» села Голубече, Герой Соціалістичної Праці (1966). Народилась у селі Голубече.
- Мудрик Сергій Микитович (1918—2003) — голова колгоспу «Ленінський шлях» Новопокровського району Краснодарського краю, Герой Соціалістичної Праці (1966). Народився в селі Голубече.

### Військовослужбовці, які загинули під час російсько-української війни
- Івановський Сергій Володимирович (1975—2022) — солдат, стрілець-помічник гранатометника 3-го механізованого відділення 1-го механізованого взводу механізованої роти 11-го окремого мотопіхотного батальйону (в/ч А2980) 59-ї окремої мотопіхотної бригади. Житель села Голубече. Загинув 5 вересня 2022 року, виконуючи бойове завдання поблизу населеного пункту Тернові Поди Миколаївської області. Нагороджений хрестом «Честь і слава» (посмертно)[105][106].
- Махоцький Дмитро Вікторович (2003—2022) — солдат, гранатометник 2-го механізованого відділення 1-го механізованого взводу механізованої роти 11-го окремого мотопіхотного батальйону (в/ч А2980) 59-ї окремої мотопіхотної бригади. Народився в селі Голубече. Загинув 5 вересня 2022 року, виконуючи бойове завдання поблизу населеного пункту Тернові Поди Миколаївської області. Нагороджений почесним нагрудним знаком Головнокомандувача Збройних сил України «Золотий хрест», медаллю «За хоробрість в бою» (посмертно)[105][107].
- Піляй Віктор Володимирович (1983—2023) — молодший сержант, командир 3-го кулеметного відділення кулеметного взводу 38-го окремого стрілецького батальйону. Нагороджений орденом «За мужність» III та II ступенів. Житель села Голубече. Загинув 9 січня 2023 року, виконуючи бойове завдання в районі населеного пункту Красногорівка Донецької області, під час мінометного обстрілу та стрілецького бою[105][108].
- Папшоя Анатолій Іванович (1965—2023) — старший солдат, старший стрілець 2-го мотопіхотного відділення 2-го мотопіхотного взводу 2-ї мотопіхотної роти військової частини 11-го окремого мотопіхотного батальйону (в/ч А2980) 59-ї окремої мотопіхотної бригади. Житель села Голубече. Загинув 10 жовтня 2023 року, виконуючи бойове завдання поблизу населеного пункту Первомайське Донецької області, під час штурмових дій противника[105][109].